# Distretto di Tukpahblee
Il distretto di Tukpahblee è un distretto della Liberia facente parte della contea di Bong.